# ジェームズ・クイン
ジェームズ・クイン（James F. "Jimmy" Quinn、1906年9月9日 - 2004年7月12日）は、アメリカ合衆国の陸上競技選手である。 彼は、1928年に開催されたアムステルダムオリンピックの男子4×100mリレーで金メダルを獲得した。

## 経歴
ブルックリン生まれのクインは、マサチューセッツ州にあるホーリークロス大学の学生だった1928年に、IC4A（en:IC4A）主催競技会で100ヤード走に優勝しているが、主要な大会で個人タイトルを獲得したのはこの1回のみだった。同年のアムステルダムオリンピックへのアメリカ代表選考会では、100メートル走で5位となったため代表入りは叶わなかったが、その代わりに4×100mリレーチームに選抜された。
アムステルダムオリンピックでの4×100mリレーアメリカ代表チームは、フランク・ワイコフ、チャールズ・ボラー、ヘンリー・ラッセルの4選手で構成されていた。4×100mリレー競技は、13カ国の代表チームが出場して、8月4日に予選、8月5日に決勝が実施された。クインは第2走者を任されて、予選で41秒の記録で3組の1位となって決勝に進出した。翌日の決勝では、世界タイ記録となる41秒0を記録して金メダルの栄冠を勝ち取ることになった。
2004年にロードアイランド州クランストンにおいて、97歳で死去している。